# Miłość, seks & pandemia
Miłość, seks & pandemia – polski dramat obyczajowy z 2021 roku w reżyserii Patryka Vegi rozgrywający się w czasach pandemii koronawirusa. W rolach głównych wystąpili: Anna Mucha, Zofia Zborowska oraz Małgorzata Rozenek. Oglądanie filmu dozwolone od 18 lat. Soundtrack do filmu stworzyli Ewelina Lisowska i Kubańczyk.
Równolegle z filmem kinowym powstał liczący cztery odcinki serial o tym samym tytule stworzony dla telewizji Canal+. Premiera serialu w Canal+ odbyła się 6 maja, co tydzień emitowano jeden odcinek. Wszystkie cztery odcinki dostępne były 6 maja w Canal+ online.
Produkcja filmu pod roboczym tytułem „Miłość w czasach zarazy” rozpoczęła się w marcu 2020 roku, w czasie lockdownu spowodowanego wybuchem epidemii koronawirusa. Początkowo premierę filmu planowano 7 lutego 2021 roku, jednak wskutek zamknięcia kin z powodu pandemii COVID-19 premierę odwołano. W grudniu 2021 udostępniono oficjalny plakat filmu wraz z datą premiery, którą jest 4 lutego 2022 roku, zaś pierwszy zwiastun zagościł w sieci 31 grudnia 2020 roku.

## Obsada
- Sebastian Dela – Bartek
- Anna Mucha – Kaja
- Zofia Zborowska – Olga
- Małgorzata Rozenek – Nora
- Michał Czernecki – Kamil
- Leonardo Marques – Baha Al-Hasam
- Dawid Czupryński – Radosław "Johny" Sikora
- Wojciech Sikora – model Alfred "Alf" Rutkowski
- Weronika Lesiak – modelka Roksana
- Marlena Szmaja
- Tomasz Dedek – Marian, ojciec Bartka

i inni